# Noorderried

Uitzicht op een stukje Noorderried gezien vanaf het NAM-park, met in de verte de Ooster Waarddijk.

De Noorderried, tot de jaren 1960 Noorder Rijt of kortweg Rijt genoemd, is de noordelijkste van de twee vroegere kweldergeulen (de andere was de Zuiderried) in de onbedijkte latere Ruigewaard in de gemeente Westerkwartier van de Nederlandse provincie Groningen. In de 15e eeuw (rond 1425 of 1476) werd de Ruigewaard bedijkt en bleef het watertje als riet (sloot) in gebruik voor de afwatering van de polder. Een deel is nog aanwezig, een ander deel is sindsdien echter gedempt.

## Loop
Het riviertje loopt vanaf Kommerzijl in westelijke richting, stroomt ten noorden van het terrein van de in de jaren 1990 afgebroken boerderij Feitsmastate en vormt vervolgens eerst de buitensloot van het huidige NAM-park (rond de gasopslag), waarbij het een bocht naar het noorden maakt. Deze bocht buigt vervolgens weer af in een bocht naar het zuiden, waarbij de riet het park doorsteekt, voor de oude boerderij aan de hoek van de Waardweg (de weg die midden door de Ruigewaard loopt) langsstroomt en dan onder de weg doorsteekt om haar loop verder in noordwestelijke richting te vervolgen. Onderweg passeert ze aan zuidzijde nog een boerderij om vervolgens af te buigen naar het noorden. Voorbij boerderij Welkom (aan de Waardweg) is de loop gesplitst in twee takken:
- Een in de richting Munnekezijl. Het eerste deel hiervan liep ten oosten van twee boerderijen; als eerste een boerderij van na 1850 en vervolgens de oudere boerderij De Waarden. De riet volgde hier de later aangelegde landweg tussen beide boerderijen en vervolgens de oprijlaan van boerderij De Waarden. Voorbij deze boerderijen stak de loop onder de driesprong van wegen bij de Aeykemaheerd door, om vervolgens af te buigen naar het noordwesten. Dit eerste stuk werd later gedempt op het eerste stukje tot aan de oprijlaan naar de later gebouwde boerderij na. Voorbij de driesprong loopt het deels nog aanwezige tweede deel van de riet door aan binnenzijde van de Wester Waarddijk. Vlak voor Munnekezijl, waar de riet in de 20e eeuw deels werd gedempt voor de aanleg van de weg naast de dijk (vroeger liep deze over de dijk), werd de loop ook wel 'Pakhuizer tocht' genoemd in verband met de aanwezigheid van een huis dat 'het pakhuis' werd genoemd. Nabij de sluizen van Munnekezijl werd de riet met een sloot naar het westen geleid om ten zuiden van De Schans in te stromen in de Munnekezijlsterried (Lauwers). Direct ten oosten van de monding liggen de in 1741 gebouwde sluizen, waarover de 'Nieuwe Friese Brug' ligt (en de grens tussen Groningen en Friesland).
- Een andere, waarschijnlijk later gegraven tak loopt in westelijke richting, om vervolgens ten noorden van boerderij Alléremastede in een (gegraven) hoek van 90 graden af te buigen naar het noorden (later iets minder scherp gemaakt), waarna deze onder de weg tussen Pieterzijl en de Aeykemaheerd doorstroomt (vlak bij de afslag naar de Bosscherweg) en verder stroomt in noordwestelijke richting langs drie boerderijen (in de 19e eeuw twee) aan weerszijden van een landweg, om ten slotte uit te stromen in de Munnikezijlsterried. Tegenwoordig loopt ten noorden van de Alléremastede een dwarsverbinding met de Zuiderried.

## Gebruik en bruggen

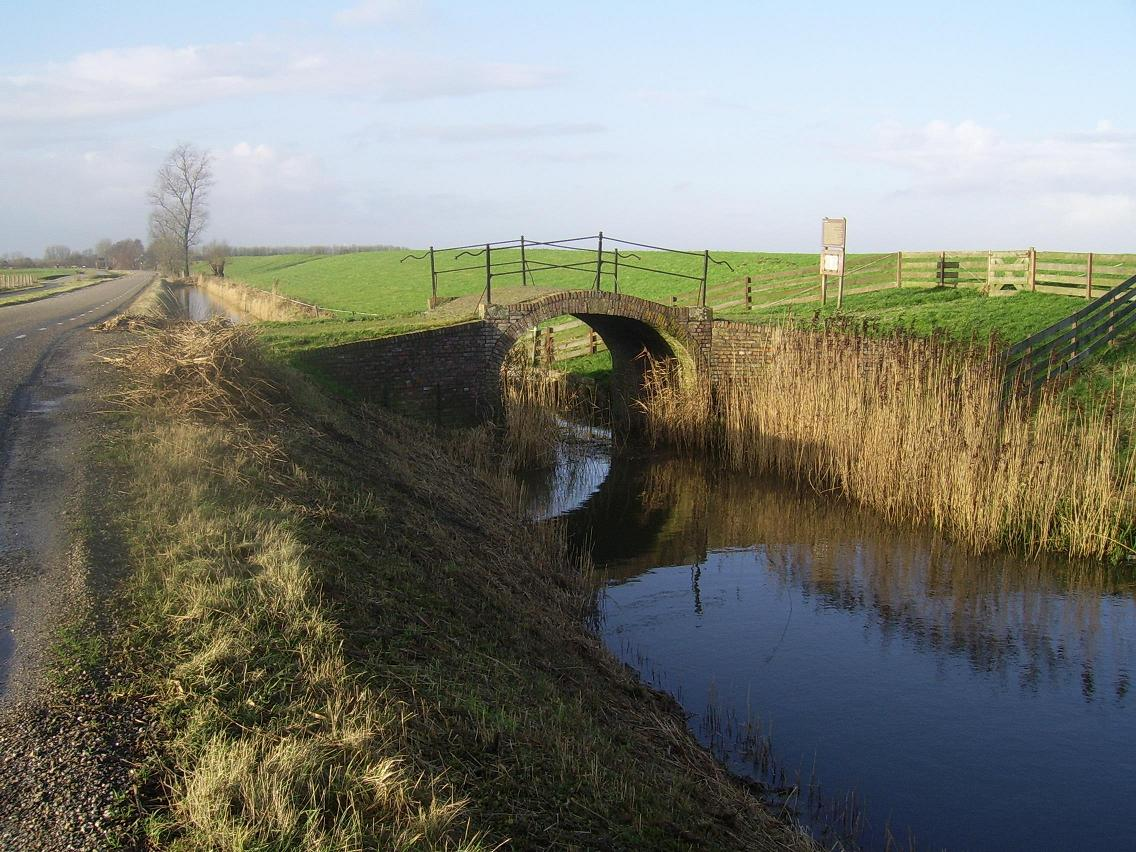
Het Piepke met een deel van de loop van de Noorderried langs de Wester Waarddijk

Het stuk tussen de Aeykemaheerd en Munnekezijl werd rond 1800 verdiept en verbreed om het geschikt te maken voor het vervoer van goederen als turf en graan. Daartoe werd ook een aftakking gegraven naar iets ten westen van het gehucht 't Hoekje, alwaar een zwaaikom werd gemaakt. De vaart had een breedte van 3,7 meter en was dus alleen geschikt voor kleine schepen. Rond 1850 lagen er vier bruggen over het stuk tussen 't Hoekje en Munnekezijl:
- Een draaibrug ten noordoosten van de oprijlaan van boerderij De Waarden; bij de ingang van de landbouwweg die aan noordzijde aftakt van de weg tussen de Aeykemaheerd en 't Hoekje. In 1905 volgens een contract vervangen door een stenen dam met 'waterlozing' (duiker).
- Het in 1802 gebouwde en nog bestaande stenen boogbruggetje het Piepke tegenover de Aeykemaheerd. Deze komt ook voor in een onderhoudscontract uit 1815. Het is tegenwoordig industrieel erfgoed.
- Een klap (ophaalbrug) ten noorden van de huizenrij ten noorden van het Piepke. Deze wordt ook genoemd in een onderhoudscontract uit 1815. Later werd deze brug weggehaald.
- Een bat (til) tegenover het eerder genoemde huis 'Het Pakhuis'. In een contract uit 1909 wordt gesproken over het vervangen van deze brug door een vaste dam.

Uit de contracten van 1905 en 1909 blijkt dat het stuk tussen het Piepke en Munnekezijl te ondiep voor de scheepvaart is geworden, want in beide contracten stond dat de betreffende dammen weer verwijderd zouden moeten worden bij het eventuele latere uitgraven ervan. Dit is echter nooit gebeurd, daar de scheepvaart haar betekenis hier reeds had verloren. Waarschijnlijk was de zijtak naar 't Hoekje toen al gedempt. Sindsdien zijn alle bruggen op het Piepke na verdwenen en is een deel van de Noorderried gedempt.